# Aeroporto de Itacoatiara
O Aeroporto Municipal Mariano Arico Barros (IATA: ITA / ICAO: SBIC) está situado no município de Itacoatiara, na Região Metropolitana de Manaus, no estado do Amazonas. Suas coordenadas são as seguintes: 03° 07′ 35″ S de latitude e 58° 28′ 54″ W de longitude.

## Características
Homologado e aberto ao tráfego aéreo público em 24 de junho de 1988, o aeroporto de Itacoatiara está localizado na área rural do município a cerca de 8 km do centro da cidade. Possui pista asfaltada com 1515 metros de comprimento por 30 metros de largura, estando situado a 43 metros de altitude.
Não há nenhuma grande empresa aérea atendendo nele, apenas aviões de pequeno porte e geralmente são aviões particulares que atende a demanda local dos empresários e chefes de Estado que por ele fazem a ponte aérea com as grandes cidades encurtando a distância com as grandes cidades e centros regionais.